# Michel Colombe

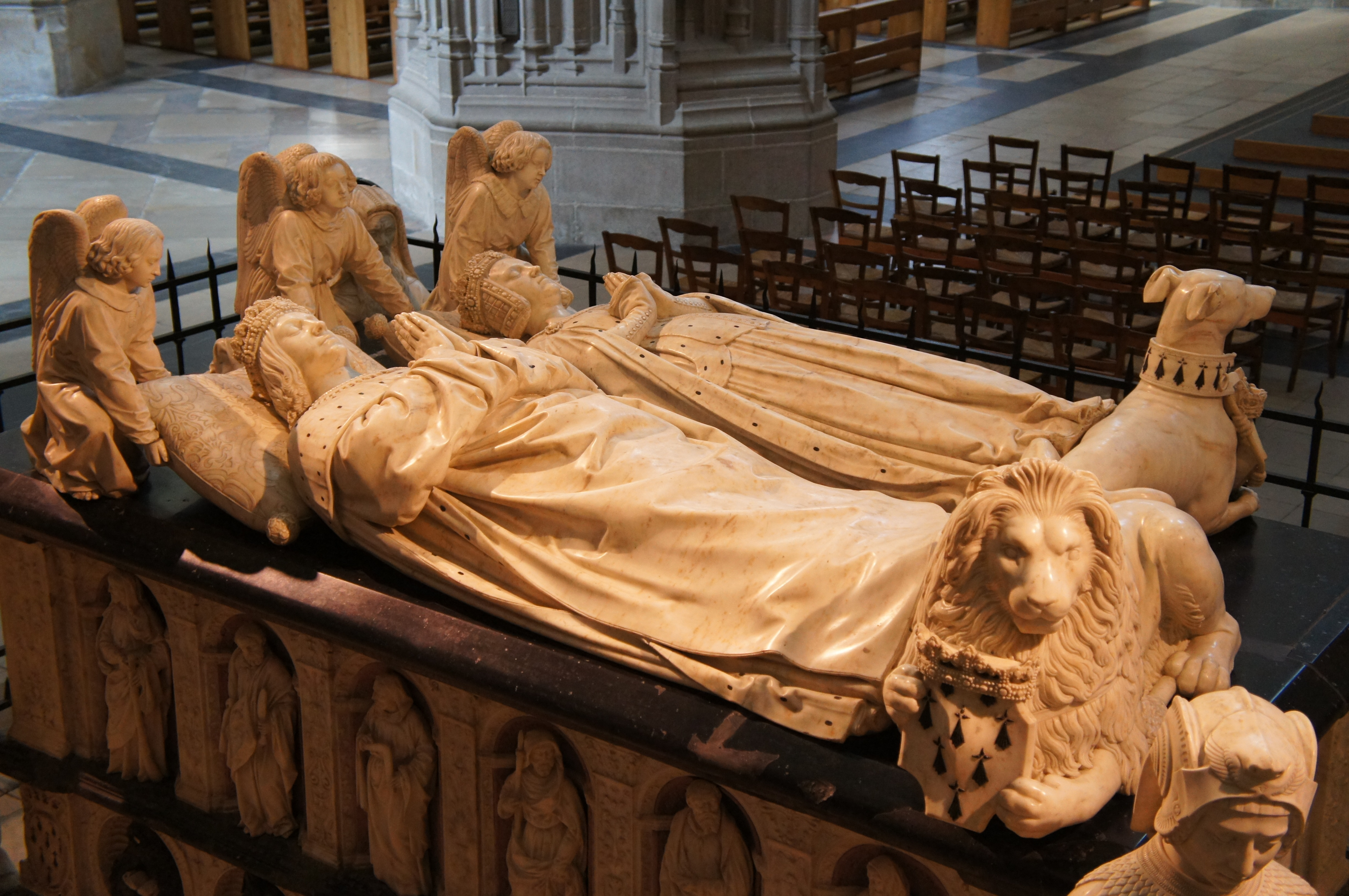
Nagrobek Franciszka II i jego żony Małgorzaty de Foix w katedrze w Nantes, 1502-07

Michel Colombe (ur. ok. 1430 w Bourges, zm. ok. 1512 w Tours) – późnogotycki rzeźbiarz działający we Francji na dworze Anny Bretońskiej.
Życie artysty jest słabo znane, od 1501 działał w Tours i był nadwornym rzeźbiarzem Anny Bretońskiej. Z zachowanych prac tylko kilka można bezspornie przypisać artyście. Najbardziej znany jest nagrobek księcia Franciszka II i jego żony Małgorzaty de Foix w katedrze św. Piotra i Pawła w Nantes. Ma on postać tumby z postaciami aniołów w niszach ścian bocznych. Leżące postacie pary książęcej umieszczone zostały na górnej płycie, natomiast naroża zdobią cztery stojące personifikacje cnót. W latach 1508–1509 Colombe wykonał relief Święty Jerzy walczący ze smokiem, który pierwotnie znajdował się w zamku Gaillon, a obecnie eksponowany jest w Luwrze.
Twórczość Colombe odznacza się spokojną formą i perfekcyjnym warsztatem, jest on uważany za najwybitniejszego późnogotyckiego rzeźbiarza we Francji. Wiele elementów jego prac, takich jak dekoracje i postacie ludzkie nosi już wyraźne cechy renesansowe.

## Kinki zewnętrzne
- Michel Colombe w Artcyclopedia.com. [dostęp 2010-07-27]. (ang.).
- Visual-arts-cork.com – biogram artysty. [dostęp 2010-07-27]. (ang.).